# Placodister nudisternus
Placodister nudisternus är en skalbaggsart som beskrevs av Heinrich Bickhardt 1918. Placodister nudisternus ingår i släktet Placodister och familjen stumpbaggar. Inga underarter finns listade i Catalogue of Life.